# Ádám Récsey
Baron Ádám Récsey von Récse (ur. 10 lutego 1775 w Sárd, zm. 26 października 1852 w Wiedniu) – węgierski polityk, generał artylerii (niem. Feldzeugmeister), premier Węgier od 3 do 7 października 1848, honorowy obywatel Lwowa.

## Życiorys
W roku 1789 zaciągnął się do armii austriackiej. Wyróżnił się w czasie kampanii holenderskiej (1793-94) i włoskiej (1796-1801), za co uzyskał awans na podpułkownika. Walczył w kampanii 1812 przeciw Rosji, w ramach austriackiego korpusu posiłkowego. W 1813 walczył w bitwach pod Dreznem, Kulm i Lipskiem. 1833 był dywizjonerem we Włoszech.
W latach 1839–1846 był dowódcą wojsk w Galicji, biorąc udział w tłumieniu ruchów narodowowyzwoleńczych w 1846. Otrzymał za to honorowe obywatelstwo miasta Lwowa (razem z 3 innymi osobami). Mianowany premierem przez cesarza Ferdynanda I Habsburga, w czasie Wiosny Ludów, szybko podał się do dymisji w wyniku rewolucji w Wiedniu.

## Awanse
- podpułkownik – 1809,
- pułkownik – 1812,
- generał major – 29 lipca 1820,
- generał porucznik – 8 marca 1831,
- generał artylerii – 19 października 1846[3].

## Odznaczenia
Odznaczenia Récsey'a to między innymi:
- Kawaler Orderu Żelaznej Korony II klasy
- Kawaler Orderu Marii Teresy
- Order Świętego Włodzimierza III klasy (Imperium Rosyjskie)
- Krzyż Wielki Orderu Świętego Jerzego od Połączenia (Sycylia)
- Krzyż Wielki Orderu Świętego Grzegorza Wielkiego (Państwo Kościelne)
- Order Pour le Mérite (Prusy)